# پلیس دبی
پلیس دبی (عربی: شرطة دبي) نیروی پلیس شهر دبی در امارات متحده عربی است. این سازمان تحت حاکمیت محمد بن راشد آل مکتوم، حاکم دبی و به معاونت شیخ احمد بن راشد آل مکتوم (سپهبد) فعالیت می‌کند.

## خودروهای گشت خاص

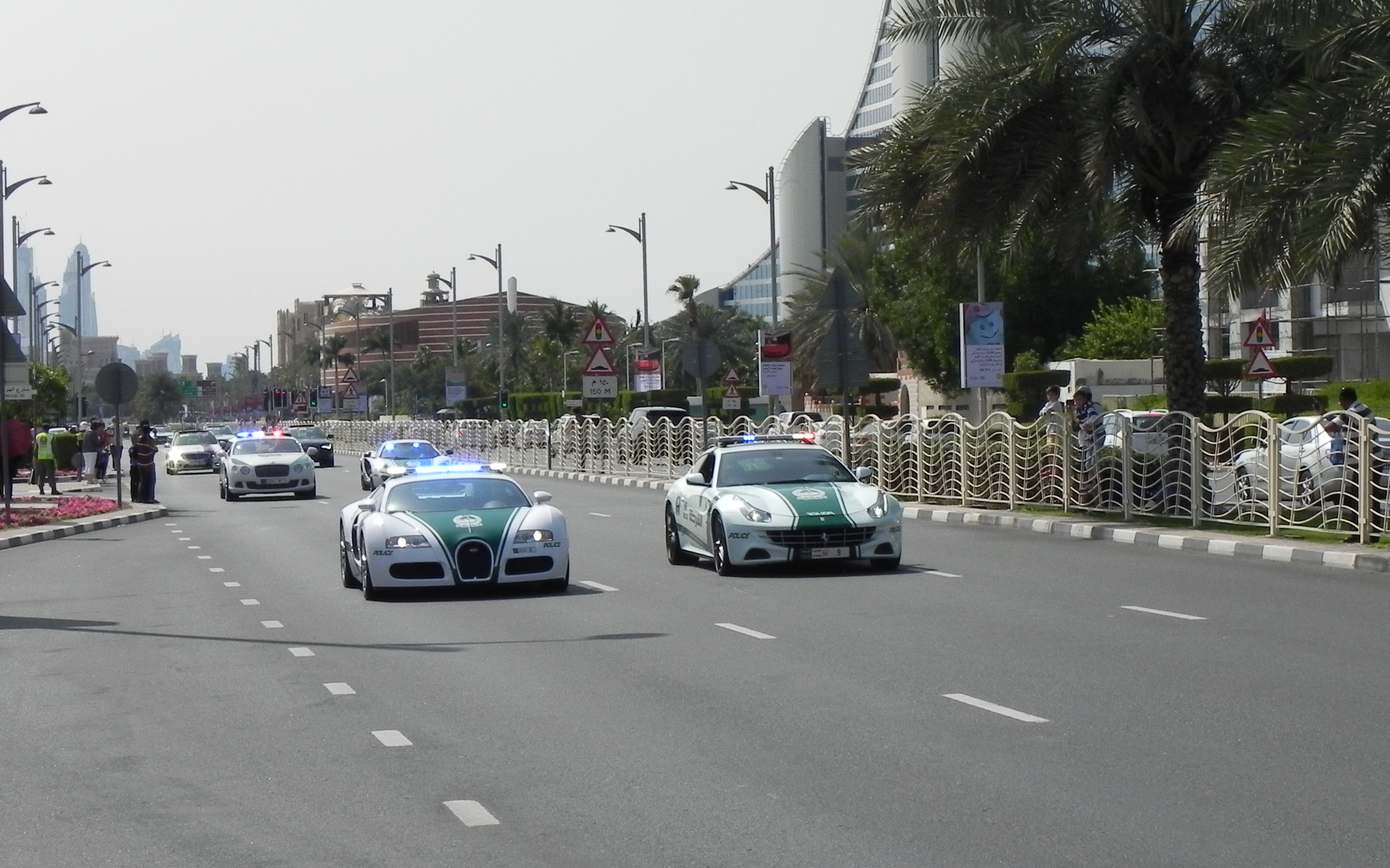
خودروهای خاص پلیس دبی در حال گشت‌زنی.

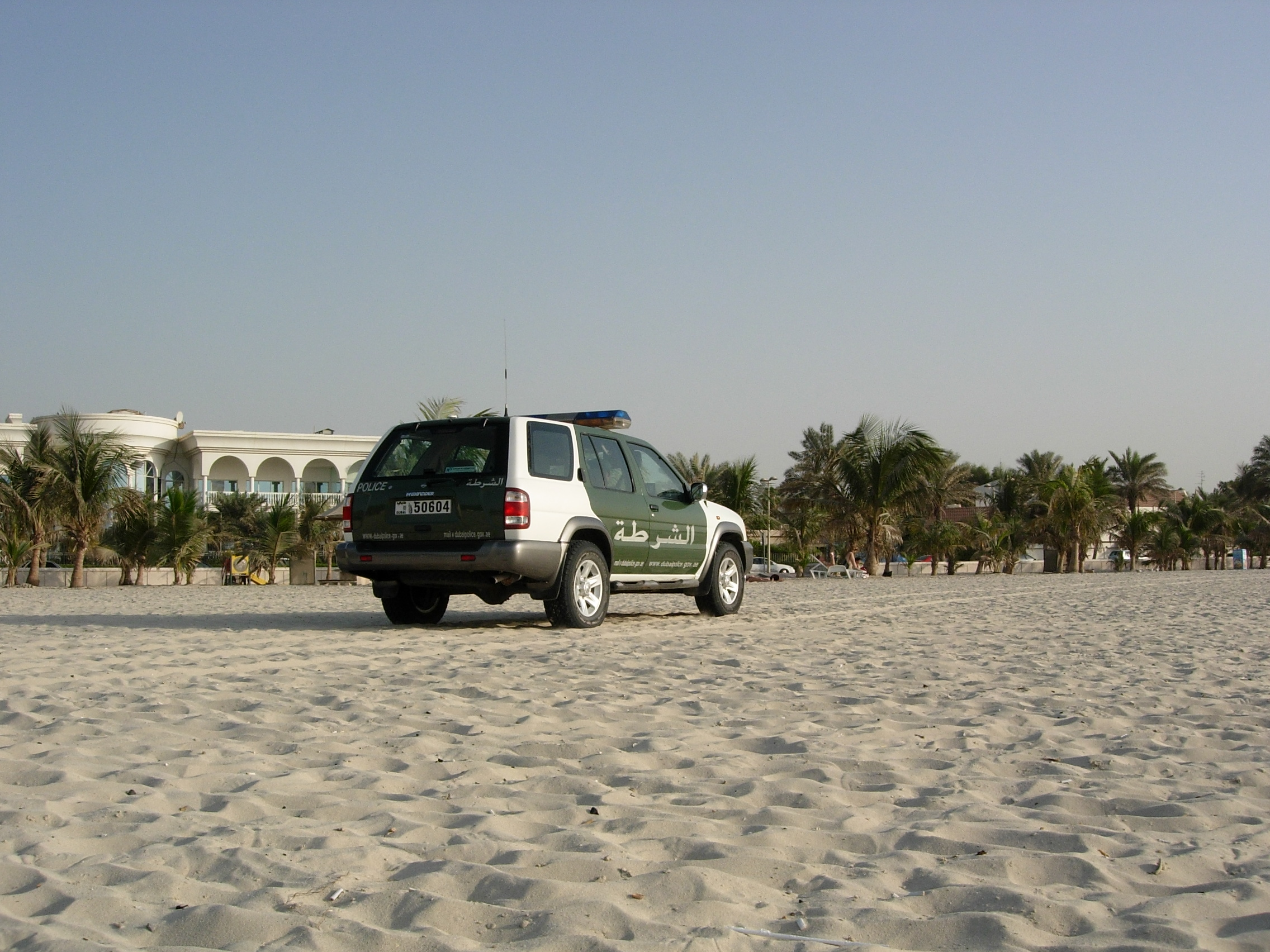
خودروی نوعی پلیس دبی

پلیس دبی در برخی مناطق توریستی از خودروهای اسپورت و لوکس شامل موارد زیر استفاده می‌کند:
- آستون مارتین یک-۷۷
- Audi R8
- بنتلی کانتیننتال جی‌تی
- بنتلی بنتایگا
- ب‌ام‌و آی۸
- ب‌ام‌و ام۶
- بوگاتی ویرون
- شورولت کامارو (نسل پنجم)
- شورلت کوروت
- اس‌آرتی وایپر
- فراری اف‌اف
- فراری لافراری
- فورد موستانگ (نسل پنجم)
- هامر اچ۳
- لامبورگینی اونتادور
- لکسوس جی‌اس
- لکسوس RC F
- مک‌لارن ۶۵۰اس
- مک‌لارن ام‌پی۴–۱۲سی
- مرسدس-بنز کلاس-جی توسط برابوس
- مرسدس-بنز کلاس-اس‌ال
- مرسدس-بنز اس‌ال‌اس ای‌ام‌جی
- نیسان جی‌تی-آر
- پورشه ۹۱۸
- پورشه پانامرا
- لیکان هایپراسپورت
- پاگانی هوایرا
- یاماها R1
- یاماها R6[۷]